# Carta Social Europea

Miembros de la Carta de 1961 en verde claro; miembros de la Carta Revisada en verde oscuro; Estados no miembros del Consejo de Europa en gris

La Carta Social Europea es un tratado del Consejo de Europa sobre derechos humanos que se abrió a la firma el 18 de octubre de 1961 y entró en vigor inicialmente el 26 de febrero de 1965, después de que Alemania Occidental se convirtiera en la quinta de las 13 naciones firmantes en ratificarlo. Para 1991, 20 naciones lo habían ratificado. En 1996, se efectuó una revisión de la Carta, ampliando los derechos reconocidos en la de 1961. Esta Carta Social Europea Revisada se encuentra vigente en la mayoría de países europeos en reemplazo de la carta original.

## Contenido
La Carta se estableció para respaldar el Convenio Europeo de Derechos Humanos, que es principalmente para los derechos civiles y políticos, y para ampliar el alcance de los derechos fundamentales protegidos para incluir los derechos sociales y económicos. La Carta también garantiza derechos y libertades positivos que conciernen a todos los individuos en su existencia diaria.
Los derechos básicos establecidos en la Carta son los siguientes: vivienda, salud, educación, derechos laborales, pleno empleo, reducción de la jornada laboral, igual salario por igual trabajo, permiso por paternidad seguridad social, la protección social y jurídica contra la pobreza y la exclusión social, la libre circulación de personas y la no discriminación, también los derechos de trabajadores migrantes y el de las personas con discapacidad.
El Comité Europeo de Derechos Sociales (ECSR) es el organismo responsable de monitorear el cumplimiento en los Estados partes de la Carta.

## Revisión de 1996
La Carta fue revisada en 1996. La Carta Revisada entró en vigor en 1999 y está reemplazando gradualmente al tratado inicial de 1961. La Carta consagra los derechos humanos y las libertades y establece un mecanismo de control que garantiza su respeto por los Estados partes.
Entre las innovaciones de la Carta Social Revisada se encuentra el reconocimiento en el artículo 21 del derecho a la información y consulta. Por su parte, el artículo 22 reconoce el "derecho a participar en la determinación y mejora de las condiciones de trabajo y del medio ambiente de trabajo", o la cogestión a través de la representación en los consejos de administración y comités de empresa de la sociedad o empresa.

## Comité Europeo de Derechos Sociales
El Comité Europeo de Derechos Sociales (CEDS) es el organismo responsable de monitorear el cumplimiento en los Estados partes de la Carta.
El CEDS está compuesto por 15 miembros independientes que son elegidos por el Comité de Ministros del Consejo de Europa por un período de seis años, renovable una vez.
Según el Protocolo adicional de 1995 que establece un sistema de denuncias colectivas que entró en vigor en 1998, las denuncias de violaciones de la Carta pueden presentarse ante el CEDS.
Ciertas organizaciones tienen derecho a presentar quejas ante el CEDS (se ha establecido una lista especial  compuesta por ONG que disfrutan de un estatus participativo en el Consejo de Europa). El CEDS examina la denuncia y, si se han cumplido los requisitos formales, la declara admisible. El Estado Parte puede entonces responder por escrito, y cualquiera de las partes del procedimiento puede solicitar una audiencia. Finalmente, el Comité llega a una decisión sobre el fondo.